# Adisat Semenitsch
Adisat Semenitsch (* 1961 in Hard am Bodensee, Österreich) ist eine österreichisch-deutsche Schauspielerin und Regisseurin.

## Leben
Semenitsch wuchs in Österreich auf. Ihre Schauspielausbildung erhielt sie an der Schauspielschule Innsbruck.
Zunächst war sie zwei Jahre lang Ensemblemitglied im Stadttheater Koblenz und anschließend für drei Jahre an den Städtischen Bühnen Essen.
Sie stand auf deutschsprachigen Theaterbühnen, so u. a. in Mutter Courage und ihre Kinder und Kiss me, Kate am Stadttheater Koblenz, Nachtkind und Der Krieg an den Städtischen Bühnen Essen, Glückliche Umstände im Theater am Dom in Köln sowie Macbeth im Schillertheater Berlin. Später wurde sie vor allem in Boulevardkomödien u. a. an der Komödie am Kurfürstendamm in Berlin und der Komödie Düsseldorf besetzt.
Einem größeren Publikum ist sie in der Rolle der Physiotherapeutin Maria Mbonga in der SAT.1-Klinikserie Für alle Fälle Stefanie bekannt. Auch wirkte sie 1995 an Dani Levys Film Stille Nacht mit. 2015 spielte sie mit Manon Straché ein Mutter-Tochter-Duo in der Komödie „Mittendrin“.
Ihr Regiedebüt hatte sie 2006 mit dem Stück Shang-a-lang von Catherine Johnson an der Berliner Vaganten Bühne.
Bei den Grimm-Festspielen in Hanau inszenierte sie die Grimm-Märchen „Das Märchen, von einem der auszog, das Fürchten zu lernen“ (2014), „Der Froschkönig“ (2018), „Brüderchen und Schwesterchen“ (2022) und „Rapunzel“ (2025).
Mit dem Schauspieler Peter Lohmeyer hat sie einen gemeinsamen Sohn, Ivo (* 1993).

## Filmografie (Auswahl)
- 1987–1989: Die Hausmeisterin (Fernsehserie, 4 Folgen)
- 1989: Follow me (Kinofilm)
- 1989: Ein Heim für Tiere (Fernsehserie, 2 Folgen)
- 1991: Die Bastarde[13]
- 1992: Bleibefrau (Kurzfilm)
- 1994: Frauenarzt Dr. Markus Merthin (Fernsehserie, Folge Mechthilds Baby)
- 1994: Um jeden Preis (Fernsehfilm)
- 1996: Stille Nacht (Kinofilm)
- 1997–2003: Für alle Fälle Stefanie (Fernsehserie, 65 Folgen)
- 2001: Zebralla! (Fernsehserie, 3 Folgen)
- 2017: Die Pfefferkörner (Fernsehserie, Folge Die Trinkgeld-Mafia)
- 2022: All You Need (Fernsehserie, Folge Jugendliebe)
- 2023: Ein Sommer auf Malta (Fernsehreihe)
- 2024: Bettys Diagnose (Fernsehserie, Folge Befreiungsschlag)
- 2024: Transferprotokoll (Kinofilm)
- 2024: Unter uns (Fernsehserie)

## Theater (Auswahl)
Als Schauspielerin:
- 1986: Wenn schon, denn schon
- 1999: Killer Joe (Vagantenbühne Berlin)
- 2004–2007: Die süßesten Früchte (Komödie am Kurfürstendamm Berlin)
- 2005: Haus und Garten (Hans Otto Theater Potsdam)
- 2006–2009: Der Menschenfeind (Komödie am Kurfürstendamm Berlin)
- 2007–2009: Der Mustergatte (Komödie am Kurfürstendamm Berlin)
- 2008–2010: Boeing, Boeing (Komödie am Kurfürstendamm Berlin)
- 2016–2017: Hundewetter (Komödie am Kurfürstendamm Berlin)
- 2016–2017: Der Mann der sich nicht traut (Komödie am Kurfürstendamm Berlin)
- 2016–2018: Weihnachten auf dem Balkon
- 2018: Monsieur Claude und seine Töchter (Rosenburg bei Wien)
- 2018: Neun Tage Frei (Komödie Winterhuder Fährhaus Hamburg)
- 2019–2020: Tina, Das Tina Turner Musical (Operettenhaus Hamburg)
- 2021–2023: Vorhang auf für Cyrano (Komödie im Schillertheater)

Als Regisseurin:
- 2006: Shang-a-lang (Autorin: Catherine Johnson) (Vagantenbühne Berlin)
- 2014: Märchen, von einem der auszog, das Fürchten zu lernen (Grimm Festspiele Hanau)
- 2018: Der Froschkönig (Grimm Festspiele Hanau)
- 2022: Brüderchen und Schwesterchen (Grimm Festspiele Hanau)
- 2025: Rapunzel (Grimm Festspiele Hanau)